# 5. tisíciletí př. n. l.
V 5. tisíciletí př. n. l. se zemědělství rozšířilo z Blízkého Východu do jižní a střední Evropy. Městské kultury v Mezopotámii a Anatolii prosperovaly, vynalezly kolo, ovládly energie větru pro pohon lodí – stavěly první plachetnice. Měděné ozdoby se staly obvyklejšími, nastal tedy počátek chalkolitu. Zvířecí hospodářství se šířilo po celé Eurasii a dosáhlo do Číny. Světová populace v průběhu tohoto tisíciletí mírně vzrostla, z asi 5 milionů na asi 7 milionů lidí. V údolí velkých řek vzniklo závlahové zemědělství. Došlo k domestikaci buvola, kura domácího a holuba, koně a velblouda. U vozů a pluhů začala být využívána tažná zvířata.

## Území České republiky

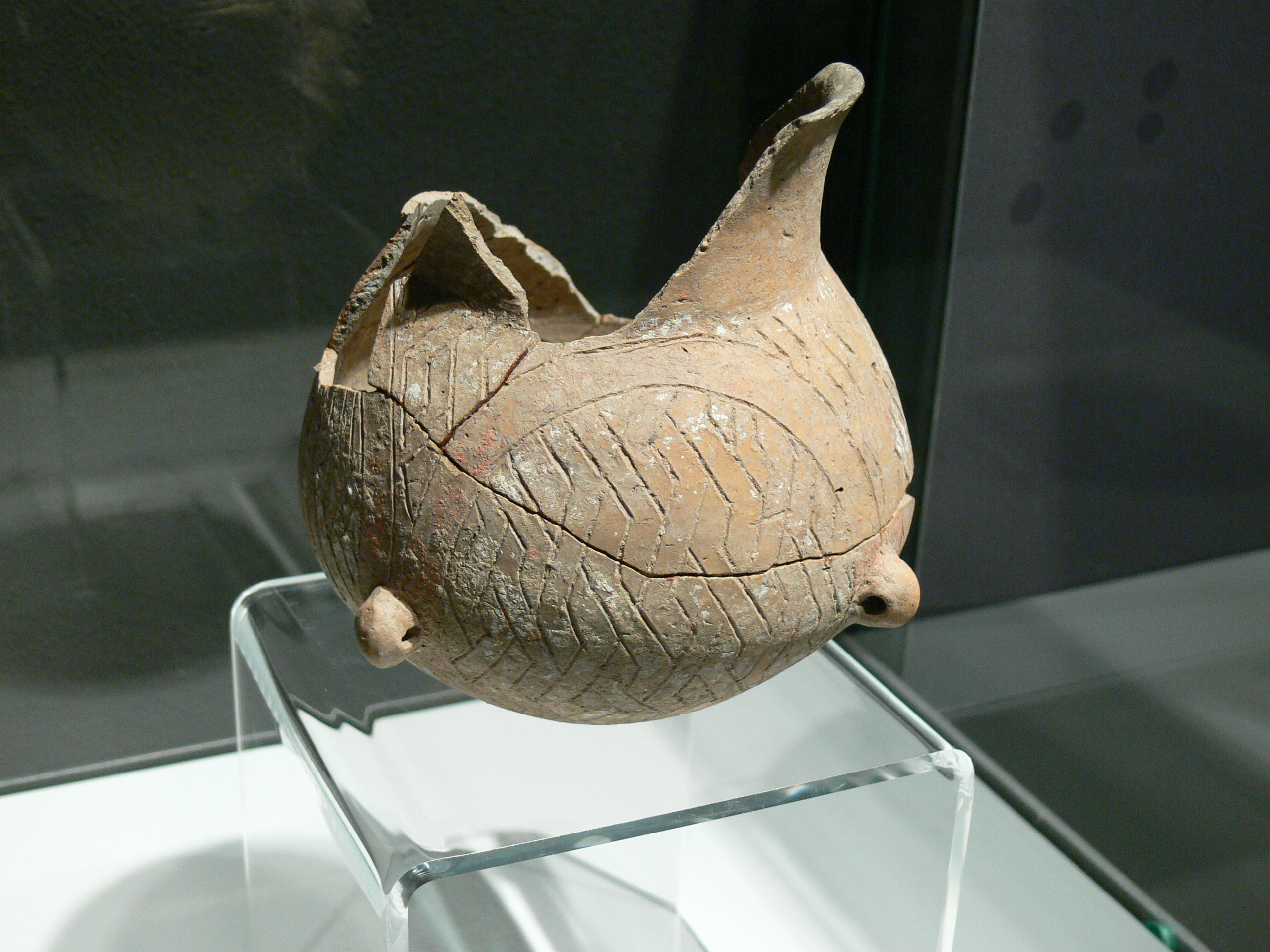
Nález z období Lengyelské kultury (přibližně 4 300 př. n. l.) z území Moravy v muzeu v Künzingu

Přechod od neolitu k eneolitu: V Čechách dominovala kultura s vypíchanou keramikou, později na Moravě kultura lengyelská. Začaly se provádět první žárové pohřby.

## Svět
- 4713 př. n. l. : 1. leden – počátek (1. juliánský den) Scaligerovy juliánské periody, která trvá 7980 let (28 × 19 × 15)
- 4241 př. n. l. : počátek (nejstarší) sóthické periody

### Ameriky
- Ve tkaninách nalezených v jeskyních v Mexiku datovaných do 5. tisíciletí př. n. l. byla zjištěna bavlna, spolu s peřím a vlákny živočišného původu.